# Tim Gould
Tim Gould, né le 30 mai 1964 à Matlock est un coureur cycliste britannique, spécialisé en VTT cross-country. Il a notamment remporté deux manches de la première Coupe du monde de VTT, en 1991, et a été médaillé de bronze du cross-country lors des premiers championnats du monde de VTT organisés par l'Union cycliste internationale, en 1990. Il figure au British Cycling Hall of Fame et au Mountain Bike Hall of Fame.

## Palmarès

### Championnats du monde
- Durango 1990
  -  Médaillé de bronze du cross-country

### Coupe du monde
Coupe du monde de cross-country
Vainqueur de deux manches en 1991

### Championnats nationaux
- Champion de Grande-Bretagne de cross-country en 1991